# Janusz Zalewski (informatyk)
Janusz Zalewski (ur. 1949 w Ciechanowie) – polski dr inż. automatyk, informatyk, profesor Florida Gulf Coast University, tłumacz polskiej literatury w Ameryce, działacz w środowisku zawodowym.

## Życiorys

### Wykształcenie
Ukończył I Liceum Ogólnokształcące im. Zygmunta Krasińskiego w Ciechanowie w 1967, a następnie studia na Wydziale Elektroniki Politechniki Warszawskiej w 1973 w specjalności automatyka, w 1979 obronił doktorat na Wydziale Elektrycznym tej samej uczelni. 

### Praca zawodowa
Zalewski w latach 1973–1989 pracował w Instytucie Badań Jądrowych w Warszawie i w Świerku, automatyzując eksperymenty naukowe i aparaturę badawczą. 
W 1989 roku wyjechał do USA, gdzie między innymi był wykładowcą informatyki na uczelniach w Teksasie i na Florydzie, pracował w laboratoriach jądrowych Superconducting Super Collider i Lawrence Livermore National Laboratory, a także jako konsultant firm: Lockheed Martin, Boeing, Harris i innych. 

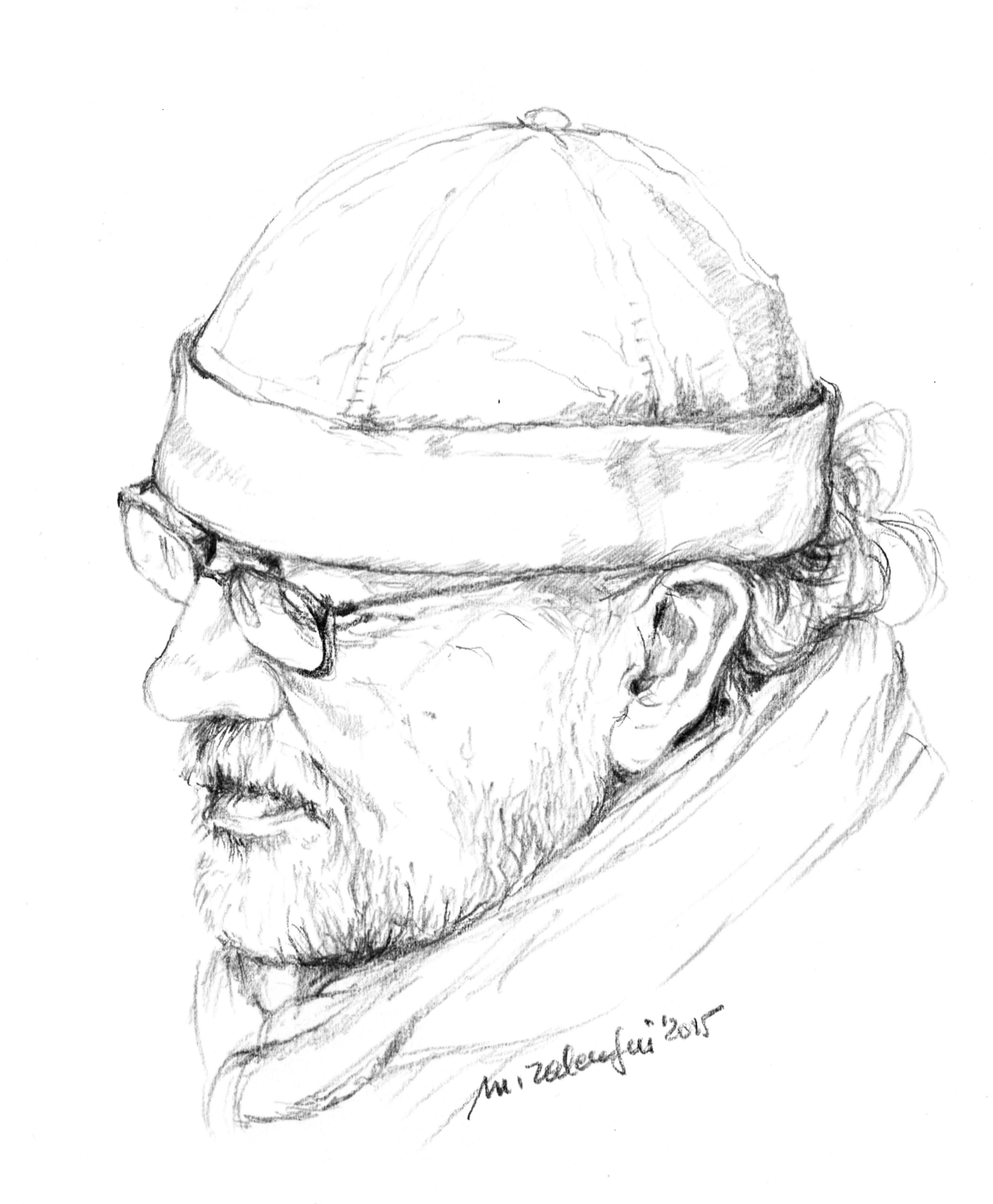
Janusz Zalewski – szkic wykonany przez jego brata Marka Zalewskiego – rysownika, malarza, rzeźbiarza, projektanta wnętrz i medali

Od 2002 jest profesorem w Florida Gulf Coast University (FGCU). Zajmuje się systemami automatyzacji oraz kształceniem z wykorzystaniem rozwiązań informatycznych. W 2004 i 2014 został wyróżniony nagrodą Uniwersytetu za działalność naukową - FGCU Research Award.
W roku akademickim 2017/2018 prowadził gościnnie wykłady z informatyki na Wydziale Elektrotechniki i Automatyki Politechniki Gdańskiej. 
Jest członkiem międzynarodowych organizacji techniczno-naukowych, w tym:
- członkiem komitetu technicznego IFAC TC 3.1 Computers for Control,
- sekretarzem grupy roboczej IEEE WG P1876 Networked Smart Learning Objects for Online Laboratories.
- byłym przewodniczącym Grupy 5.4 Industrial Software Quality w IFIP oraz Technical Committee on Safety of Computer Control Systems organizacji International Federation of Automatic Control.

### Wybrane publikacje
- Janusz Zalewski; IoT Safety: State of the Art. IT Professional 21(1), 2019, 16-20
- Nary Subramanian, Janusz Zalewski, Safety and Security Analysis of Control Chains in SCADA Using the NFR Approach, IFAC Papers OnLine 51(6), 2018, str. 214–219[4].
- Janusz Zalewski, Fernando Gonzalez; Evolution in the Education of Software Engineers: Online Course on Cyberphysical Systems with Remote Access to Robotic Devices. International Journal of Online Engineering Vol. 13, No. 8, 2017[5].
- Nary Subramanian, Janusz Zalewski; Quantitative Assessment of Safety and Security of System Architectures for Cyberphysical Systems Using the NFR Approach. IEEE Systems Journal, 10(2), 2016, 397-409
- Abraham O. Baquero, Andrew J. Kornecki, Janusz Zalewski; Threat Modeling for Aviation Computer Security[6].

### Działania w środowisku zawodowym
Był członkiem kolegium redakcyjnego czasopisma „Informatyka” w latach 1979–1989.
Był członkiem Polskiego Towarzystwa Informatycznego PTI oraz Członkiem Zarządu PTI w kadencji 1984–1987 oraz 1987–1989. W 2012 otrzymał Medal XXX-lecia PTI. Wykładowca w Zimowej Szkole Informatyki PTI. 
Zainicjował powstanie i nadzoruje aktualizację witryny Polish Contributions to Computing, poświęconej polskim wynalazcom i konstruktorom maszyn matematycznych (komputerów). Otrzymał za to w 2011 Honorowe Wyróżnienie Społecznego Komitetu Odznaki HINT. 

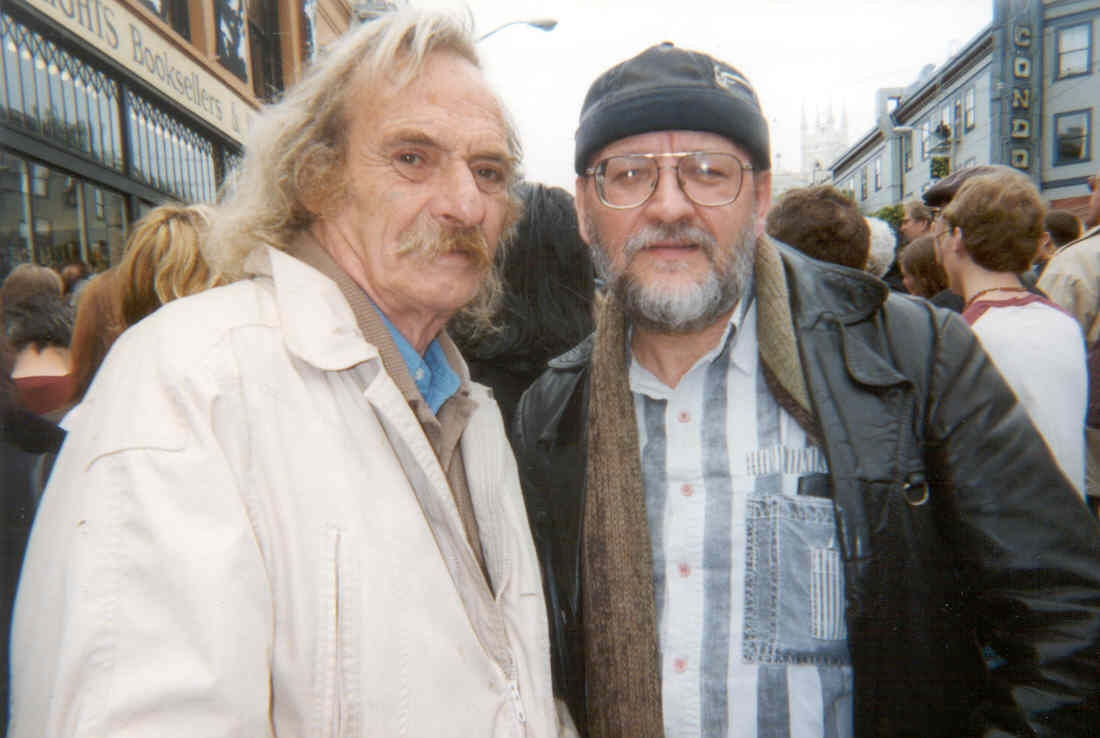
Poeta Jack Hirschman i Janusz Zalewski podczas "City Lights Bookstore Beat Festival" w San Francisco w 2007

### Zainteresowania literackie
W latach 2005–2010 pisał recenzje i eseje o poezji polsko-amerykańskiej dla nowojorskiego Przeglądu Polskiego będącego częścią Nowego Dziennika. W 2007 zorganizował wraz z Johnem Guzlowskim i sfilmował spotkanie poetów amerykańskich polskiego pochodzenia w Atlancie.
Tłumacz z języka angielskiego poezji i prozy amerykańskich bitników oraz poetów polskiego pochodzenia. Stworzył termin: polonizm magiczny. Autor esejów Zdarzenia nad Zatoką San Francisco. 
Zorganizował i napisał scenariusze kilku salonów poezji amerykańskiej zaprezentowanych w Teatrze Polskim w Warszawie.  
Bracia Zalewscy – Andrzej, Janusz i Marek – przekazali Bibliotece KUL cenne starodruki Macieja Sarbiewskiego. 